# Mikaela Tommy
Mikaela Tommy (Ottawa, 10 maggio 1995) è un'ex sciatrice alpina canadese.

## Biografia

### Stagioni 2011-2014
Figlia di Michael e nipote di Fred, a loro volta sciatori alpini, Mikaela Tommy ha partecipato per la prima volta a competizioni valide ai fini del punteggio FIS l'11 dicembre 2010 a Val Saint-Côme giungendo 38ª in slalom speciale; in Nor-Am Cup ha debuttato il 6 dicembre 2011 a Vail, non concludendo la seconda manche dello slalom gigante in programma, e si è aggiudicata il primo podio il 10 gennaio 2012 sul tracciato di Panorama, piazzandosi 3ª nel supergigante vinto dalla slovena Ana Kobal davanti alla statunitense Brooke Wales. Nel 2012 ha partecipato anche ai I Giochi olimpici giovanili invernali di Innsbruck 2012, ottenendo come miglior piazzamento l'11º posto nel supergigante, e ai Mondiali juniores di Roccaraso 2012, disputati due mesi dopo, il suo miglior piazzamento è stato il 31º posto ottenuto nello slalom gigante.
Nel 2013, il 26 gennaio, ha debuttato in Coppa del Mondo, a Maribor in slalom gigante senza concludere la gara, e il 4 febbraio ha conquistato la prima vittoria in Nor-Am Cup, a Vail nella medesima specialità. Ha partecipato anche ai Mondiali juniores di Québec 2013, vincendo la medaglia di bronzo nella gara a squadre, e in Nor-Am Cup in quella stagione 2012-2013 ha vinto la classifica di slalom gigante. Ai Mondiali juniores di Jasná 2014 non ha ottenuto piazzamenti di rilievo e in Nor-Am Cup in quella stagione 2013-2014 ha vinto la classifica di combinata.

### Stagioni 2015-2022
Ai Mondiali di Vail/Beaver Creek 2015, sua prima presenza iridata, è stata 22ª nello slalom gigante e in Nor-Am Cup in quella stagione 2014-2015 è stata 2ª nella classifica generale; ai Mondiali di Sankt Moritz 2017 si è classificata 22ª nel supergigante e non ha completato lo slalom gigante, lo slalom speciale e la combinata. In Nor-Am Cup nella stagione 2017-2018 ha nuovamente vinto la classifica di slalom gigante; il 28 dicembre 2018 ha ottenuto a Schladming in slalom gigante il miglior piazzamento in Coppa del Mondo (18ª) e ai successivi Mondiali di Åre 2019, sua ultima presenza iridata, è stata 26ª nella medesima specialità.
In Nor-Am Cup ha conquistato l'ultima vittoria il 12 marzo 2019 a Stowe Mountain/Spruce Peake in slalom gigante, l'ultimo podio il 3 gennaio 2020 a Burke Mountain nella medesima specialità (2ª) e ha preso per l'ultima volta Cup il 19 novembre 2021 a Copper Mountain, ancora in slalom gigante (6ª); si è ritirata durante la stagione 2021-2022 e la sua ultima gara è stata lo slalom gigante di Coppa del Mondo disputato a Plan de Corones il 25 gennaio, senza qualificarsi per la seconda manche. Non ha preso parte a rassegne olimpiche.

## Palmarès

### Mondiali juniores
- 1 medaglia:
  - 1 bronzo (gara a squadre a Québec 2013)

### Coppa del Mondo
- Miglior piazzamento in classifica generale: 93ª nel 2019

### Nor-Am Cup
- Miglior piazzamento in classifica generale: 2ª nel 2015
- Vincitrice della classifica di slalom gigante nel 2013 e nel 2018
- Vincitrice della classifica di combinata nel 2014
- 31 podi:
  - 11 vittorie
  - 12 secondi posti
  - 8 terzi posti

#### Nor-Am Cup - vittorie
| Data             | Località                    | Paese       | Specialità |
| ---------------- | --------------------------- | ----------- | ---------- |
| 4 febbraio 2013  | Vail                        | Stati Uniti | GS         |
| 14 marzo 2014    | Nakiska                     | Canada      | SC         |
| 16 marzo 2014    | Nakiska                     | Canada      | GS         |
| 16 dicembre 2014 | Panorama                    | Canada      | SG         |
| 18 marzo 2015    | Nakiska                     | Canada      | GS         |
| 20 marzo 2017    | Garceau                     | Canada      | GS         |
| 22 marzo 2017    | Sugarloaf                   | Stati Uniti | KB         |
| 13 febbraio 2018 | Whiteface Mountain          | Stati Uniti | GS         |
| 14 febbraio 2018 | Whiteface Mountain          | Stati Uniti | GS         |
| 16 marzo 2018    | Kimberley                   | Canada      | GS         |
| 12 marzo 2019    | Stowe Mountain/Spruce Peake | Stati Uniti | GS         |

Legenda:

SG = supergigante

GS = slalom gigante

KB = combinata

SC = supercombinata

### Campionati canadesi
- 2 medaglie[2]:
  - 1 argento (supergigante nel 2015)
  - 1 bronzo (slalom gigante nel 2014)